# مسابقات جهانی ژیمناستیک ریتمیک ۱۹۸۱
مسابقات جهانی ژیمناستیک ریتمیک ۱۹۸۱ دهمین دوره مسابقات جهانی ژیمناستیک ریتمیک است که در مونیخ، آلمان غربی از ۱۷ تا ۲۰ اکتبر ۱۹۸۱ میلادی برگزار شده‌است.

## کشورهای شرکت کننده
۸۵ ورزشکار از ۳۱ کشور - استرالیا, اتریش, بلژیک, برزیل, بلغارستان, کانادا, جمهوری خلق چین, کوبا, چکسلواکی, دانمارک, جمهوری دمکراتیک آلمان, فرانسه, بریتانیای کبیر, مجارستان, اسرائیل, ایتالیا, ژاپن, مکزیک, هلند, نیوزیلند, نروژ, لهستان, پرتغال, رومانی, اسپانیا, سوئد, سوئیس, ایالات متحده آمریکا, شوروی, آلمان غربی و یوگسلاوی

## جدول مدال‌ها
| رتبه | کشورها    | طلا | نقره | برنز | مجموع |
| ۱    | بلغارستان | ۵   | ۸    | ۲    | ۱۵    |
| ۲    | شوروی     | ۱   | ۱    | ۱    | ۳     |
| ۳    | چکسلواکی  | ۰   | ۰    | ۱    | ۱     |